# 1990년 K리그
1990년 한국프로축구대회는 1983년에 아시아 최초의 프로축구리그로 출범한 한국프로축구대회가 맞이하는 8번째 시즌이다. 1990년 한국프로축구대회는 3월 17일에 열린 대우 로얄즈 대 포항제철 아톰즈의 경기로 개막하여, 11월 3일에 열린 현대 호랑이 대 럭키금성 황소의 경기로 폐막하였다.
리그 구성원에 몇 가지 변화가 생겼다. 기존의 '광역 지역 연고제'가 폐지되고 단일 도시를 연고지로 한정하는 '도시 지역 연고제'로의 전환이 추진되었다. 그 결과 대우 로얄즈는 부산직할시를, 럭키금성 황소와 일화 천마는 서울특별시를, 포항제철 아톰즈는 포항시를, 현대 호랑이는 울산시를 새롭게 연고지로 삼게 되었다.
리그 방식은 전년 대회와 마찬가지로 단일 리그 제도로 진행되었다. 이에 따라 총 6개 구단이 모두 90경기를 벌였다.

## 시즌 개요

### 운영 방식
- 단일 리그 제도: 총 6개 팀이 참가하여 각 팀이 다른 팀과 모두 여섯 번씩 경기를 치르는 리그전을 진행한다. 이에 따라 1990년 대회에서는 총 90경기가 진행되며, 각 팀은 30경기를 치른다.
- 승점 제도: 승리 시에는 승점 2점을, 무승부 시에는 승점 1점을, 패배 시에는 승점 0점을 부여한다.

### 참가 구단
참가 구단에 몇 가지 변화가 생겼다. 광역 지역을 연고지로 배정한 기존의 '광역 지역 연고제'가 연고지 정착을 어렵게 하고 흥행 실패의 원인으로 지목되었다. 이에 따라 단일 도시를 연고지로 한정하는 '도시 지역 연고제'로의 전환이 추진되었다. 그 결과 대우 로얄즈는 부산직할시를, 럭키금성 황소와 일화 천마는 서울특별시를, 포항제철 아톰즈는 포항시를, 현대 호랑이는 울산시를 각각 연고지로 삼게 되었다. 유공 코끼리는 이듬해에 가서야 서울특별시를 연고지로 삼게 된다.
| 팀              | 연고지            | 데뷔 시즌 | 참가 횟수 | 전년 순위 |
| --------------- | ----------------- | --------- | --------- | --------- |
| 대우 로얄즈     | 부산직할시        | 1983년    | 8         | 3위       |
| 럭키금성 황소   | 서울특별시        | 1984년    | 7         | 2위       |
| 유공 코끼리     | 경기도･인천직할시 | 1983년    | 8         | 1위       |
| 일화 천마       | 서울특별시        | 1989년    | 2         | 5위       |
| 포항제철 아톰즈 | 포항시            | 1983년    | 8         | 4위       |
| 현대 호랑이     | 울산시            | 1984년    | 7         | 6위       |

## 시즌 순위

### 정규시즌 순위
| 순위 | 팀                | 경기 | 승 | 무 | 패 | 득 | 실 | 차  | 승점 |
| ---- | ----------------- | ---- | -- | -- | -- | -- | -- | --- | ---- |
| 1    | 럭키금성 황소 (C) | 30   | 14 | 11 | 5  | 40 | 25 | +15 | 39   |
| 2    | 대우 로얄즈       | 30   | 12 | 11 | 7  | 30 | 25 | +5  | 35   |
| 3    | 포항제철 아톰즈   | 30   | 9  | 10 | 11 | 29 | 28 | +1  | 28   |
| 4    | 유공 코끼리       | 30   | 8  | 12 | 10 | 27 | 30 | -3  | 28   |
| 5    | 현대 호랑이       | 30   | 6  | 14 | 10 | 32 | 38 | -6  | 26   |
| 6    | 일화 천마         | 30   | 7  | 10 | 13 | 28 | 40 | -12 | 24   |

* 마지막 업데이트 : 1990년 12월 31일

* 출처 : 한국프로축구연맹

* (C) = 우승; (R) = 강등; (P) = 승격; (O) = 플레이오프 승리; (A) = 다음 라운드 진출

* (Q) = 대항전 진출 자격이 됨; (TQ) = 대항전 진출 자격이 됐으나 진출할 라운드가 정해지지 않음; (RQ) = 강등 결정전 진출 자격이 됨; (DQ) = 대항전 진출 자격을 잃음.

## 우승 구단
| 한국프로축구대회 우승                                |
| ---------------------------------------------------- |
| 럭키금성 황소                                        |
| 1985년 축구대제전 수퍼리그 · 1990년 한국프로축구대회 |
| 제8대 대한민국 챔피언 (2회 우승)                     |
| 1985년･190년                                         |

## 시즌 통계

### 개인 기록

#### 득점
득점 순위 상위 10인은 다음과 같으며, 럭키금성 황소의 윤상철이 12득점을 기록하여 득점상을 수상했다.
| 순위 | 선수   | 소속            | 득점 | 경기 |
| ---- | ------ | --------------- | ---- | ---- |
| 1    | 윤상철 | 럭키금성 황소   | 12   | 30   |
| 2    | 이흥실 | 포항제철 아톰즈 | 7    | 19   |
| 3    | 김용세 | 일화 천마       | 7    | 24   |
| 4    | 이태호 | 대우 로얄즈     | 6    | 19   |
| 5    | 정동복 | 현대 호랑이     | 6    | 22   |
| 6    | 최진한 | 럭키금성 황소   | 6    | 27   |
| 7    | 김종부 | 대우 로얄즈     | 5    | 22   |
| 8    | 김봉길 | 유공 코끼리     | 5    | 27   |
| 9    | 김현석 | 현대 호랑이     | 5    | 28   |
| 10   | 이상윤 | 일화 천마       | 4    | 14   |

* '득점 수'가 동률인 경우에는 '경기당 득점'을, '경기당 득점'이 동률인 경우에는 '시간당 득점'을 기준으로 득점 순위가 산정되었다.

#### 도움
도움 순위 상위 10인은 다음과 같으며, 럭키금성 황소의 최대식이 7도움을 기록하여 도움상을 수상했다.
| 순위 | 선수   | 소속            | 득점 | 경기 |
| ---- | ------ | --------------- | ---- | ---- |
| 1    | 최대식 | 럭키금성 황소   | 7    | 29   |
| 2    | 송주석 | 현대 호랑이     | 7    | 29   |
| 3    | 이흥실 | 포항제철 아톰즈 | 5    | 19   |
| 4    | 최진한 | 럭키금성 황소   | 5    | 27   |
| 5    | 하재훈 | 유공 코끼리     | 4    | 18   |
| 6    | 강득수 | 현대 호랑이     | 4    | 20   |
| 7    | 손형선 | 포항제철 아톰즈 | 4    | 23   |
| 8    | 최강희 | 현대 호랑이     | 3    | 13   |
| 9    | 이태호 | 대우 로얄즈     | 3    | 19   |
| 10   | 테드   | 유공 코끼리     | 3    | 20   |

* '도움 수'가 동률인 경우에는 '경기당 도움'을, '경기당 도움'이 동률인 경우에는 '시간당 도움'을 기준으로 도움 순위가 산정되었다.

## 수상

### 최우수선수상
| 제8대 MVP | 선수   | 소속          | 비고                                                                     |
| --------- | ------ | ------------- | ------------------------------------------------------------------------ |
| 제8대 MVP | 최진한 | 럭키금성 황소 | - 제8대 한국프로축구대회 챔피언 - 1990시즌 한국프로축구대회 베스트 11 mf |

### 득점상
| 제8대 득점왕 | 선수   | 소속          | 비고 |
| ------------ | ------ | ------------- | --- |
| 제8대 득점왕 | 윤상철 | 럭키금성 황소 | - 30경기 12득점 (경기당 득점: 0.40) - 제8대 한국프로축구대회 챔피언 - 1990시즌 한국프로축구대회 베스트 11 fw |

### 도움상
| 제8대 도움왕 | 선수   | 소속          | 비고 |
| ------------ | ------ | ------------- | --- |
| 제8대 도움왕 | 최대식 | 럭키금성 황소 | - 29경기 7도움 (경기당 도움: 0.24) - 제8대 한국프로축구대회 챔피언 - 1990시즌 한국프로축구대회 베스트 11 mf |

### 신인선수상
| 제6대 신인왕 | 선수   | 소속        | 비고                                     |
| ------------ | ------ | ----------- | ---------------------------------------- |
| 제6대 신인왕 | 송주석 | 현대 호랑이 | - 1990시즌 한국프로축구대회 베스트 11 fw |

### 우수골키퍼상
유대순 (유공 코끼리)

### 감투상
최태진 (럭키금성 황소)

### 모범상
이태호 (대우 로얄즈)

### 최우수심판상
길기철